# Faro Yenikalski
El Faro Yenikalski (en ucraniano: Єнікальський маяк; en ruso: Еникальский маяк) es un faro activo en el Cabo Fonar del este de Crimea, en la costa del estrecho de Kerch. Registros de navegación en esta costa fueron mencionados por primera vez en el Periplo de Scylax, fechado el año 350 a. C.
En 1820 una torre para un faro fue construido en la cima del cabo Fonar para guiar a los barcos que navegaban por el mar de Azov al estrecho de Kerch. El faro fue nombrado en honor de la fortaleza Yenikalski que encuentra en esta área. Las lámparas de aceite fueron utilizados como una fuente de luz. En 1861 se instalaron los lente Fresnel con lámparas de queroseno.